# Ca’ Rezzonico
A Ca’ Rezzonico Velence egyik leghíresebb palotája, a Dorsoduro kerületben, amely a Palazzo Contarini Michiel és a Palazzo Bernardo Nani között a Canal Grandéra néz, nem messze a Palazzo Foscaritól

## Története
Baldassare Longhena tervezte 1649-től kezdve, a nemesi Bon család megbízásából. Az építkezés csak 1667-ben a már meglévő épületek lebontásával indult. A megrendelők anyagi nehézségei és Longhena 1682-ben bekövetkezett halála miatt az építkezést félbehagyták. Csak a Canal Grande felőli nemesi homlokzat maradt meg és egy fagerendákkal fedett emelet.
Időközben egy család, a Comói-tó melletti Rezzonico faluból, a Della Torre-Rezzonicóból Velencében telepedett le, és 1687-ben felvételt nyert a patríciátusba. Egy Rezzonico, Giambattista volt, aki 1751-ben vásárolta meg az épületet. A munkálatok elvégzésével Giorgio Massarit bízta meg, aki 1752-ben fejezte be a második emeletet, és 1758-ban sikerült befejeznie az építkezést, 1756-ban pedig az épület hátulján végzett némi kiegészítő és szépítési munkákat: megépült pompás lépcsőháza, elkészült a vízilépcső, a monumentális átrium, az impozáns bálterem (a padlás felszámolásával) és a Canal Grandéra néző homlokzatának díszítése.
Összességében Massari nem avatkozott be az eredeti tervbe, amelyet ezért nem változtattak meg, ellentétben azzal, amit Antonio Gaspari tett a Ca' Pesarónál, egy másik longhenai projektnél, amely a tervező halála után befejezetlen maradt. Az egyetlen lényeges változtatást az új építész a bálteremben végezte, amelynek méretét megnövelte. A festményeket Giambattista Crosato, Pietro Visconti, Giambattista Tiepolo, a fiatal Jacopo Guarana és Gaspare Diziani készítette.
A palota mindössze két évvel azelőtt készült el, hogy Giambattista fivérét, Carlo Rezzonicót pápává választották, XIII. Kelemen néven. A család 1810-ben kihalt. 1847 őszétől 1848-ig Károly Mária Izidor spanyol infáns lakóhelye volt, az osztrák kormány védelme alatt.
A Ca’ Rezzonico ezután különféle hanyatlásokon esett át, amelyek során megfosztották a berendezésétől. 1888-ban 250 000 líráért vásárolta meg Robert Barrett Browning, az angol írók, Robert Browning és Elizabeth Barrett Browning fia, aki a felesége, az amerikai Fannie Coddington anyagi támogatásával helyreállította. Apja, Robert, aki a vásárlást finanszírozta, ott, a félemeleti lakásban halt meg 1889. december 12-én.
1906-ban Robert Barrett Browning, figyelmen kívül hagyva II. Vilmos német császár ajánlatát, eladta a palotát Lionello Hierschel de Minerbi grófnak és képviselőnek, aki 1935-ben Velence városának adta át.
1936 óta a Museo del Settecento Veneziano székhelye, a korabeli bútorokkal és tárgyakkal berendezett szobák rekonstrukciója mellett Canaletto, Francesco Guardi, Pietro Longhi, Tintoretto, meg a Tiepolók műveinek és számos fontos képi alkotásnak ad otthont, valamint Giovanni Maria Morlaiter terrakotta vázlatainak. A 21. század első évtizedében az Egidio Martini Művészeti Galéria és a Mestrovich Gyűjtemény is a Ca’ Rezzonico épületébe költözött.

## Felépítése

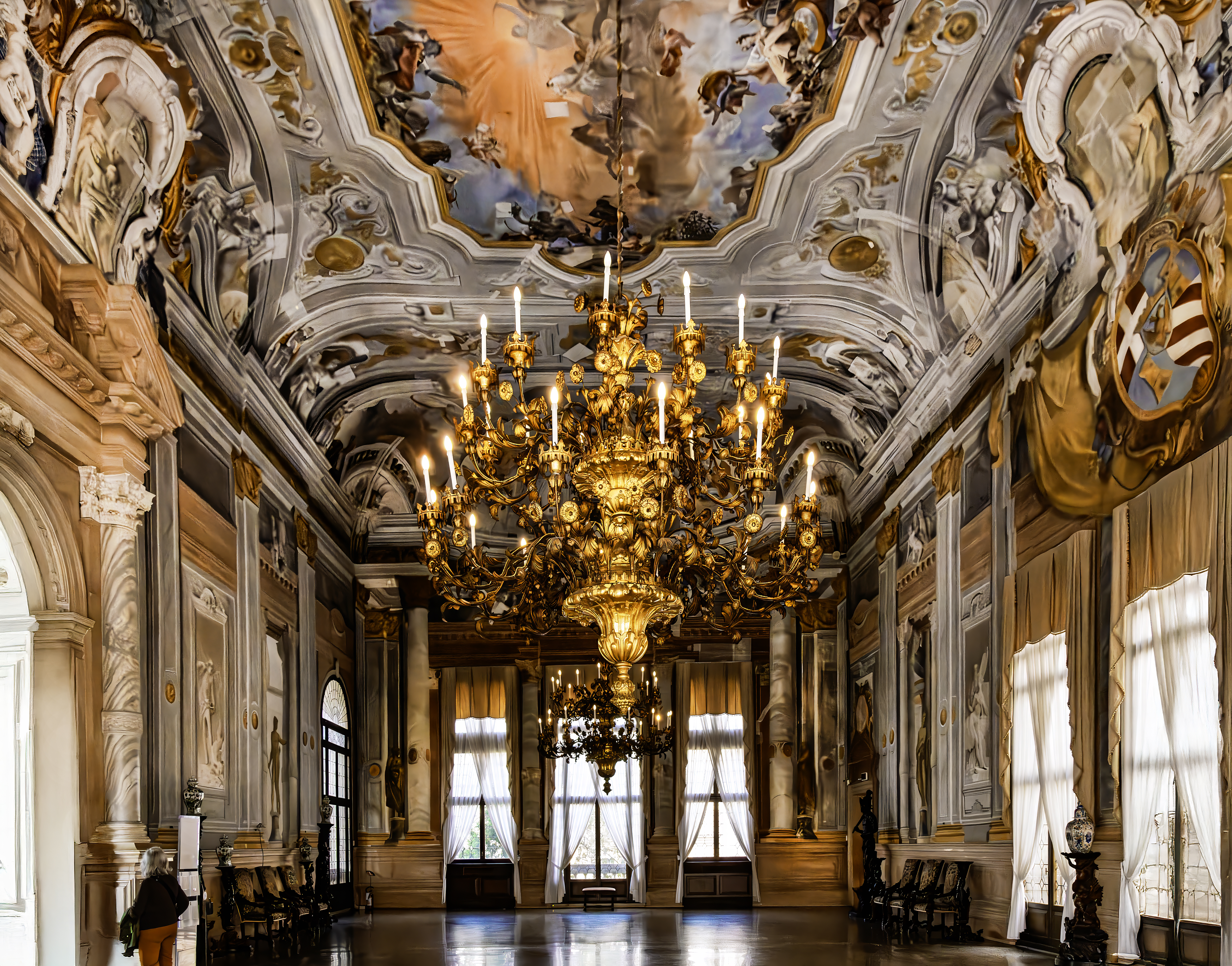
Ca’ Rezzonico – a Bálterem

Számos velencei művészetkedvelő, mindenekelőtt John Ruskin bírálta a homlokzatot mérete és monumentalitása miatt. Három fontos vízszintes sávra tagolódik: a földszintre, amelyet kőris díszítés és egy háromosztatú, architrávú víziportál gazdagít, valamint két főszint, amelyeket oszlopok és kerek, zárókőfejű ablakok jellemeznek. Minden emelet összekapcsolt oszlopokkal végződik. A magasföldszinti tetőteret a homlokzat tagolt kialakításában megbúvó, ovális egyvilágítós ablakok jellemzik.

Az épület alaprajza rendkívül összetett: egy nagy bálteremmel rendelkezik, amely két szint magasságú, s a földszinttel egy fenséges műemléklépcső köti össze. Ettől a rendkívüli kivételtől eltekintve a Palazzo hagyományos terv szerint épül fel: a központban egy nagy portegó található, amely a Canal Grandéra és a központi udvarra néz; mindkét oldalon kisebb szobák vannak.

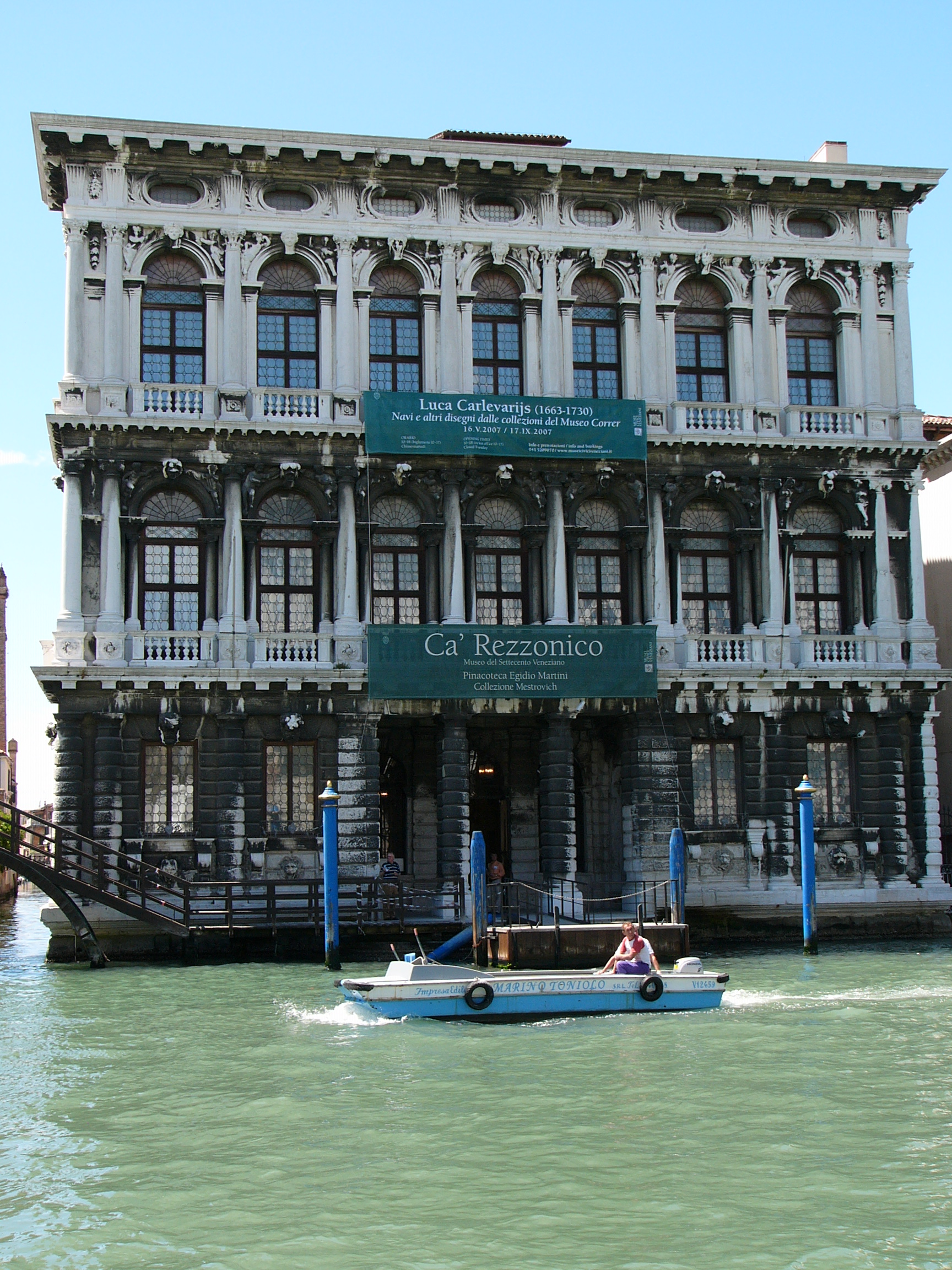
A homlokzat a felújítás előtt
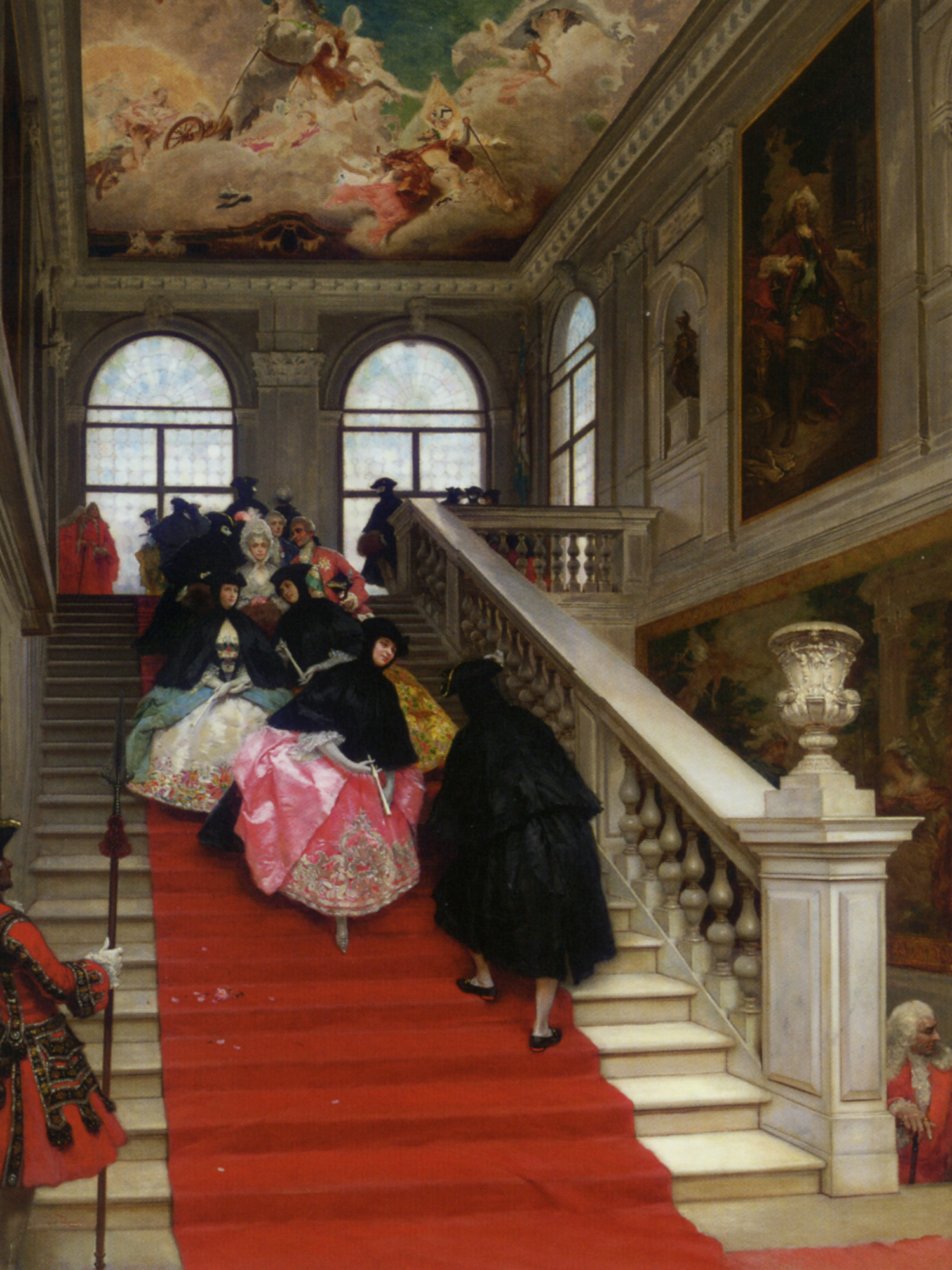
A monu-mentális lépcsőház
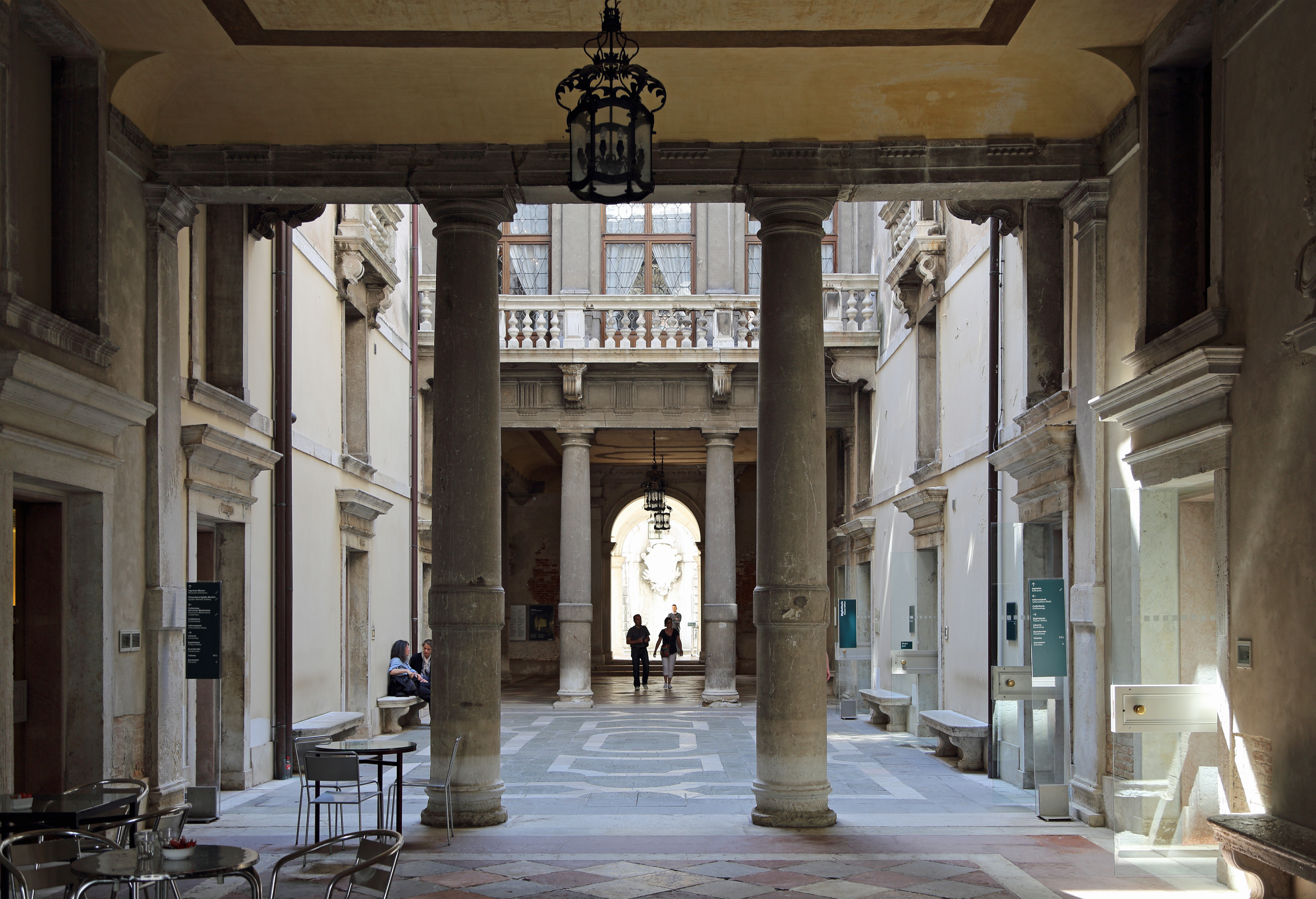
A belső udvar
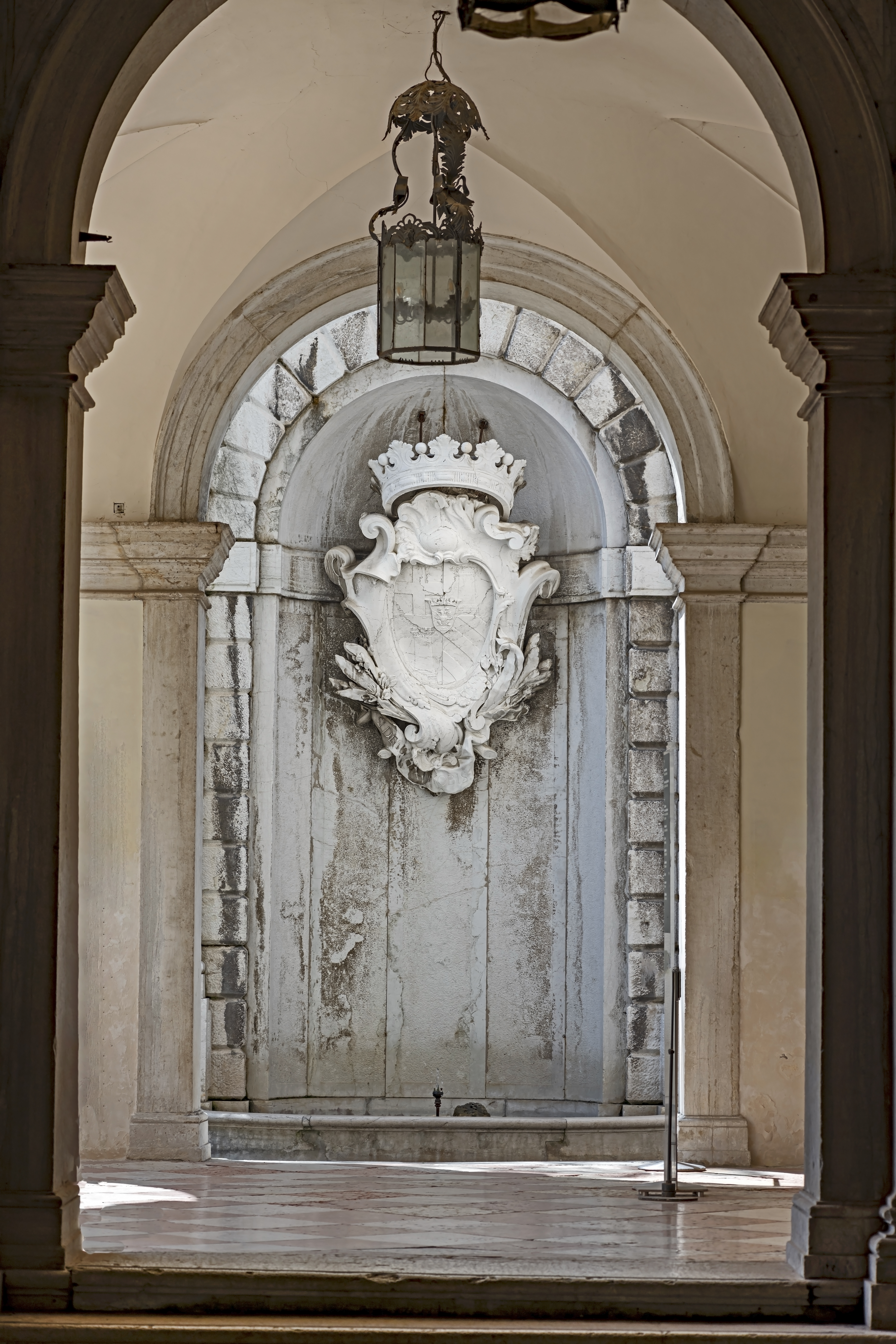
A Rezzonico család szökőkútja és címere
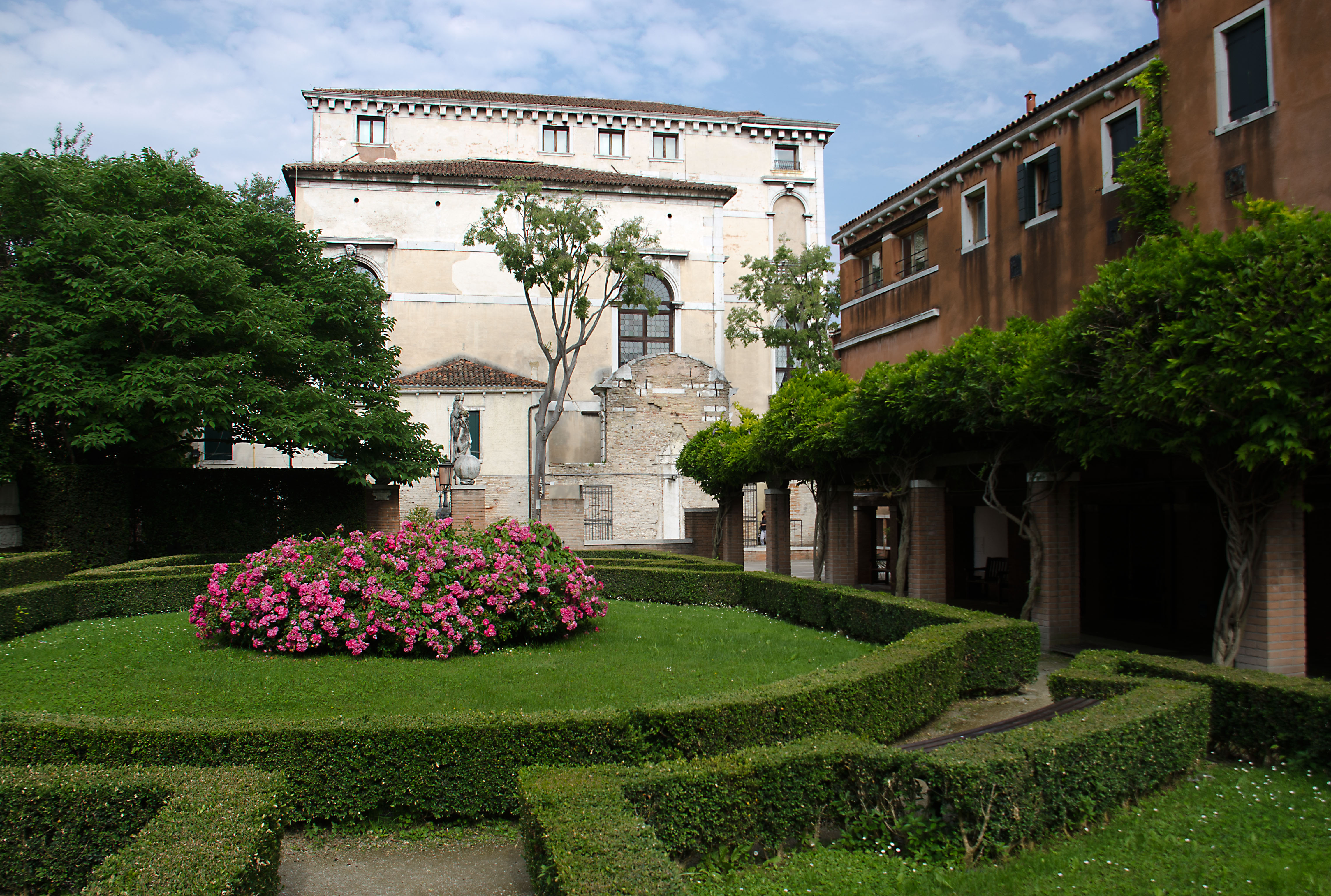
A kert

## A velencei Settecento múzeuma
Az épületet restaurálás után adták át a nagyközönségnek 1936. április 25-én. Az installáció kurátorai Nino Barbantini és Giulio Lorenzetti voltak, akik természetes módon akarták elrendezni az alkotásokat, szinte úgy, mintha a berendezés részei lennének. Ott összpontosultak a Velencei Polgári Múzeumok tizennyolcadik századi alkotásai. Ezekhez járultak még a polgári tulajdonú épületekből származó darabok és a régiségpiacon erre az alkalomra vásárolt alkotások.

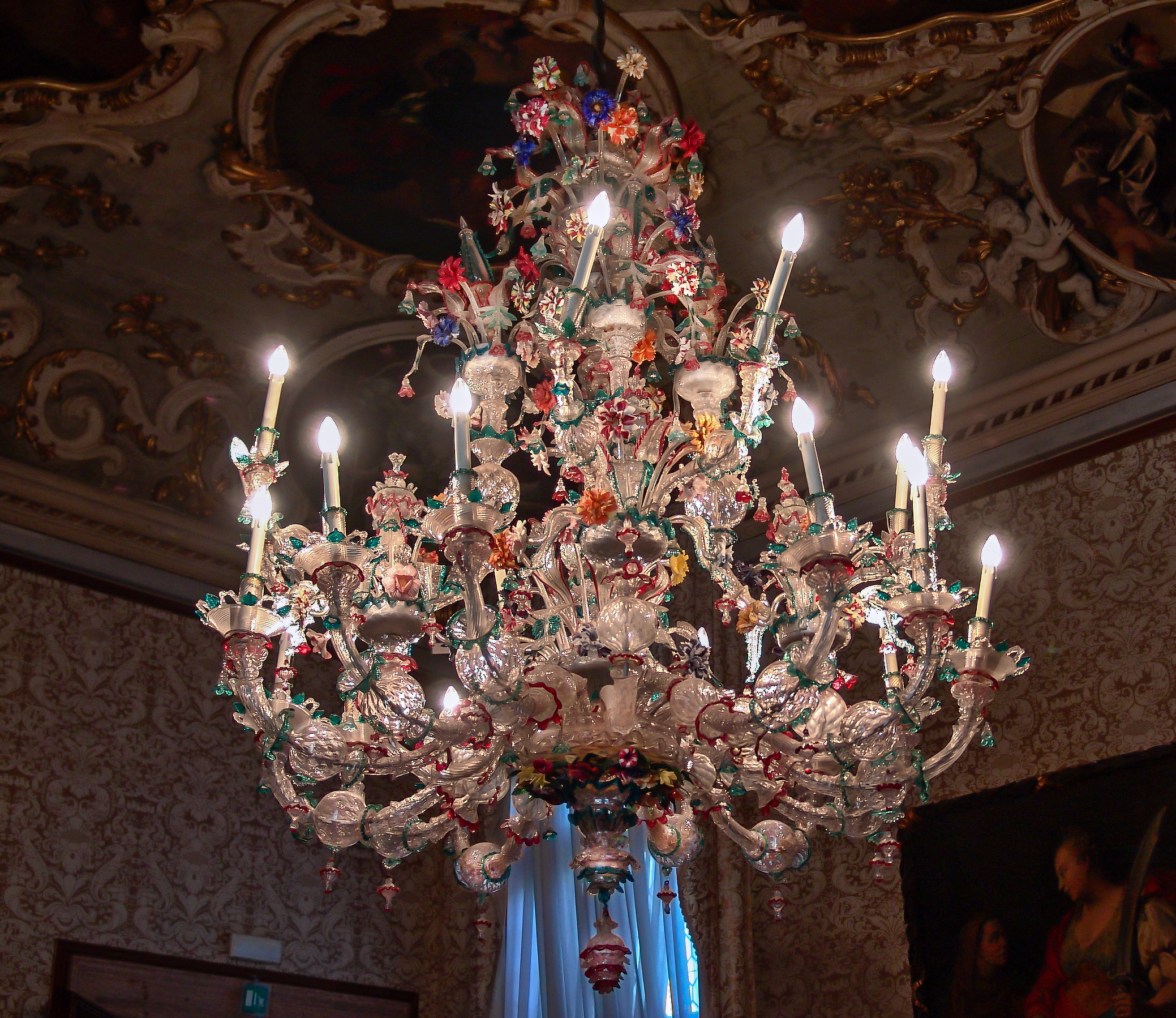
Muránói üvegcsillár
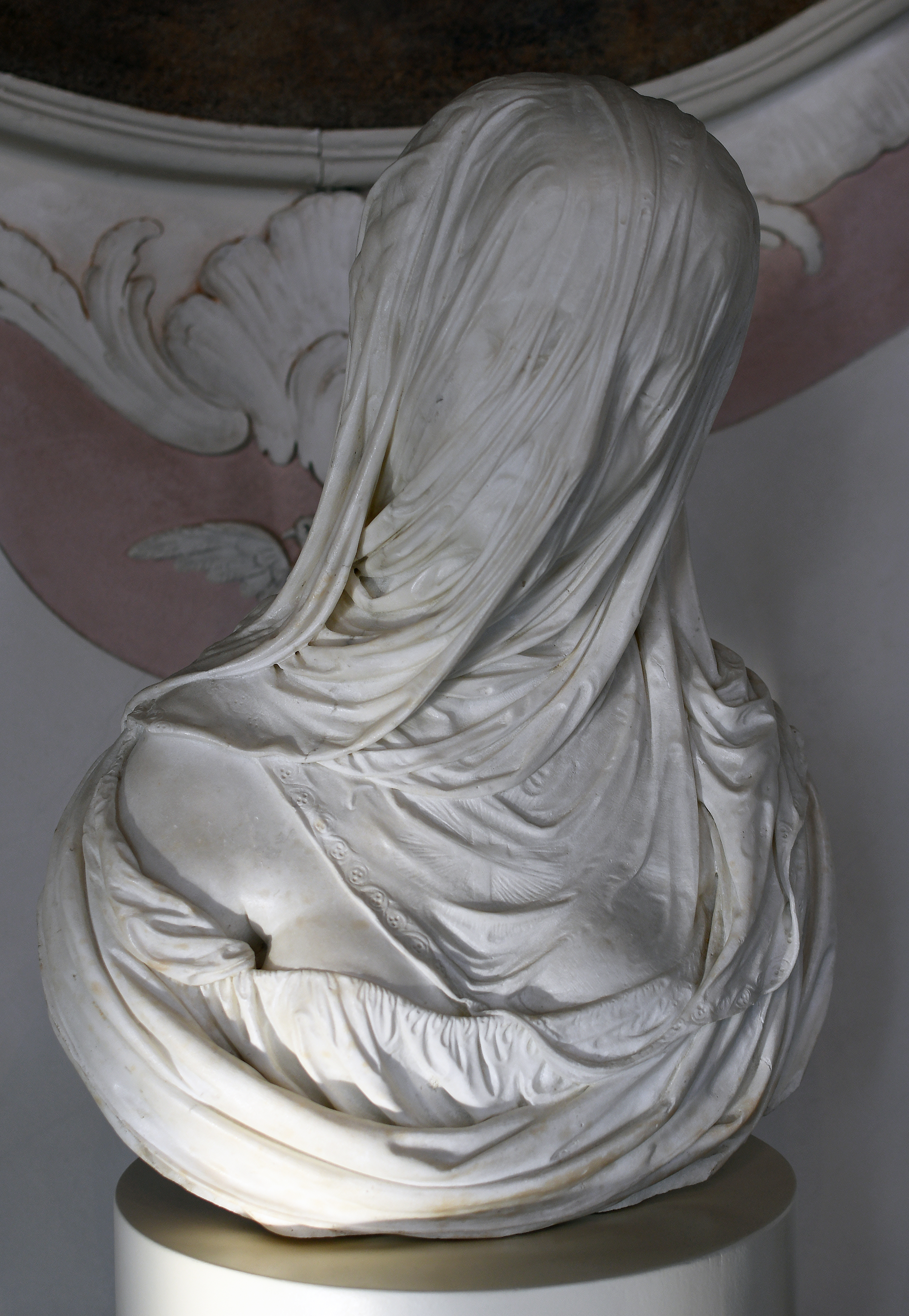
Antonio Corradini, fátyolos hölgy
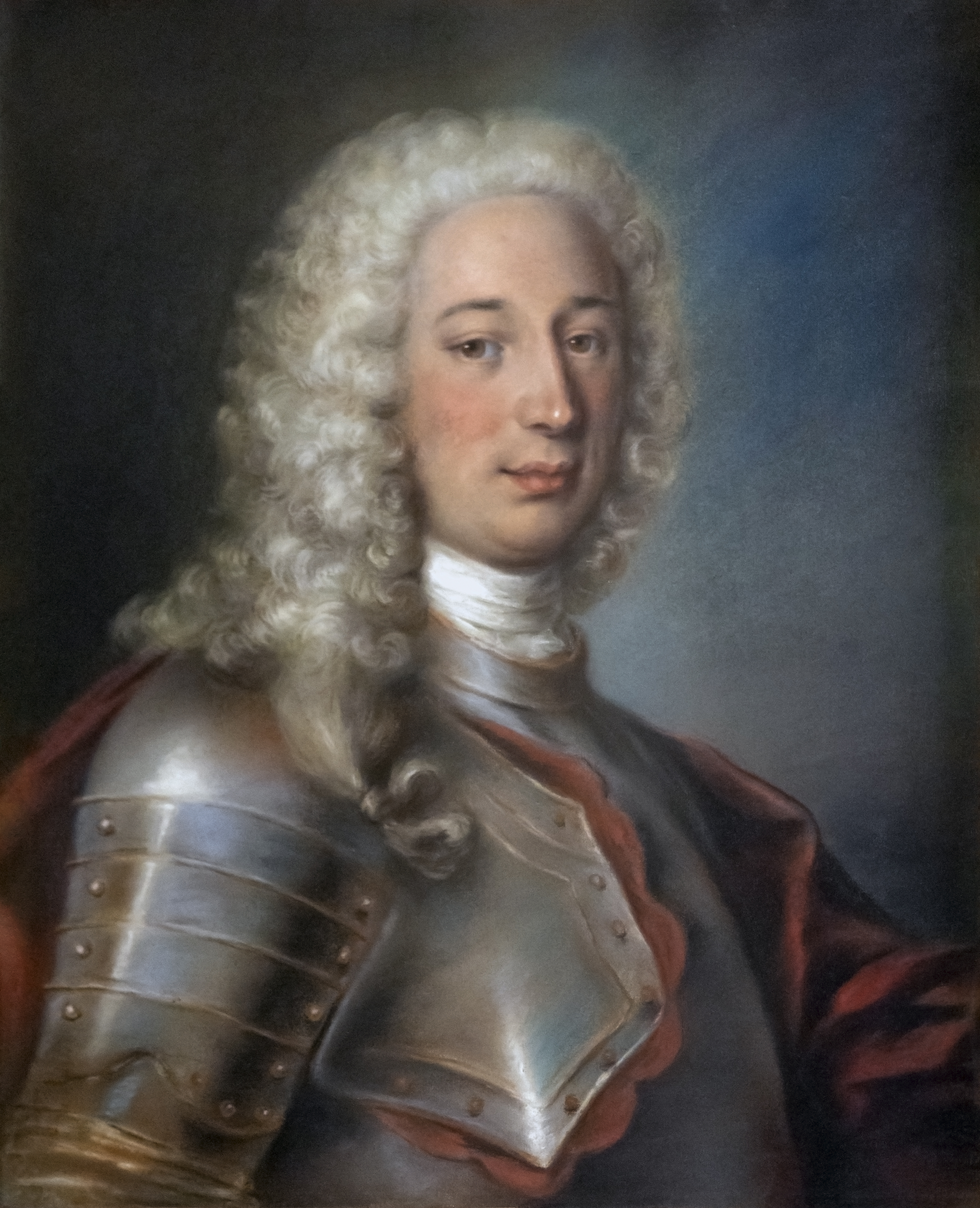
Marianna Carlevaris, Gerolamo Maria Balbi
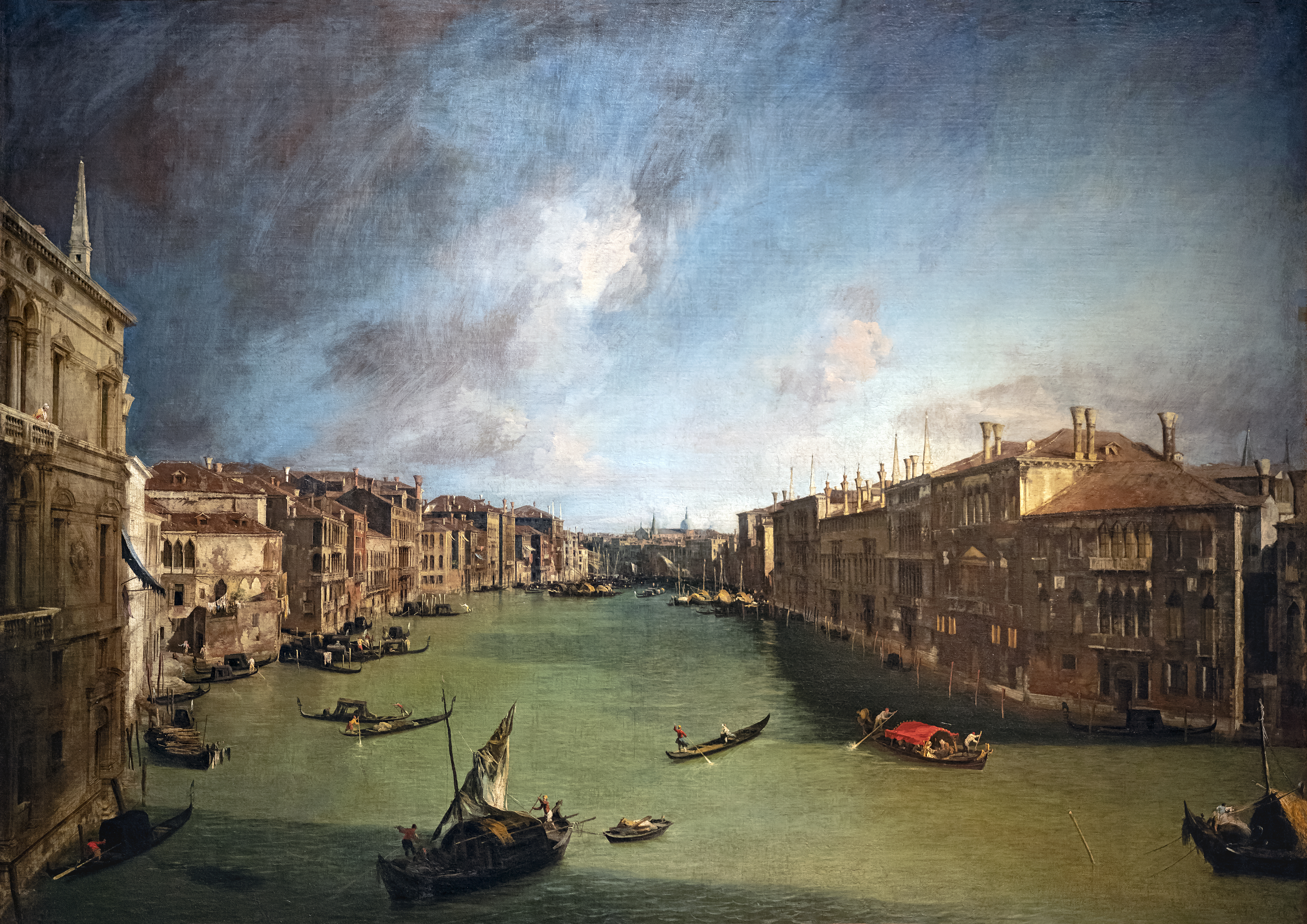
Canaletto, A Canal Grande a Palazzo Balbitól a Rialtóig, kb. 1722

## Fordítás
- Ez a szócikk részben vagy egészben  a   Ca′ Rezzonico című olasz Wikipédia-szócikk ezen változatának fordításán alapul.  Az eredeti cikk szerkesztőit annak laptörténete sorolja fel. Ez a jelzés csupán a megfogalmazás eredetét és a szerzői jogokat jelzi, nem szolgál a cikkben szereplő információk forrásmegjelöléseként.

## Bibliográfia
- I Palazzi di Venezia. Róma: Newton & Compton. ISBN 978-88-541-0820-2